# Golfová obuv

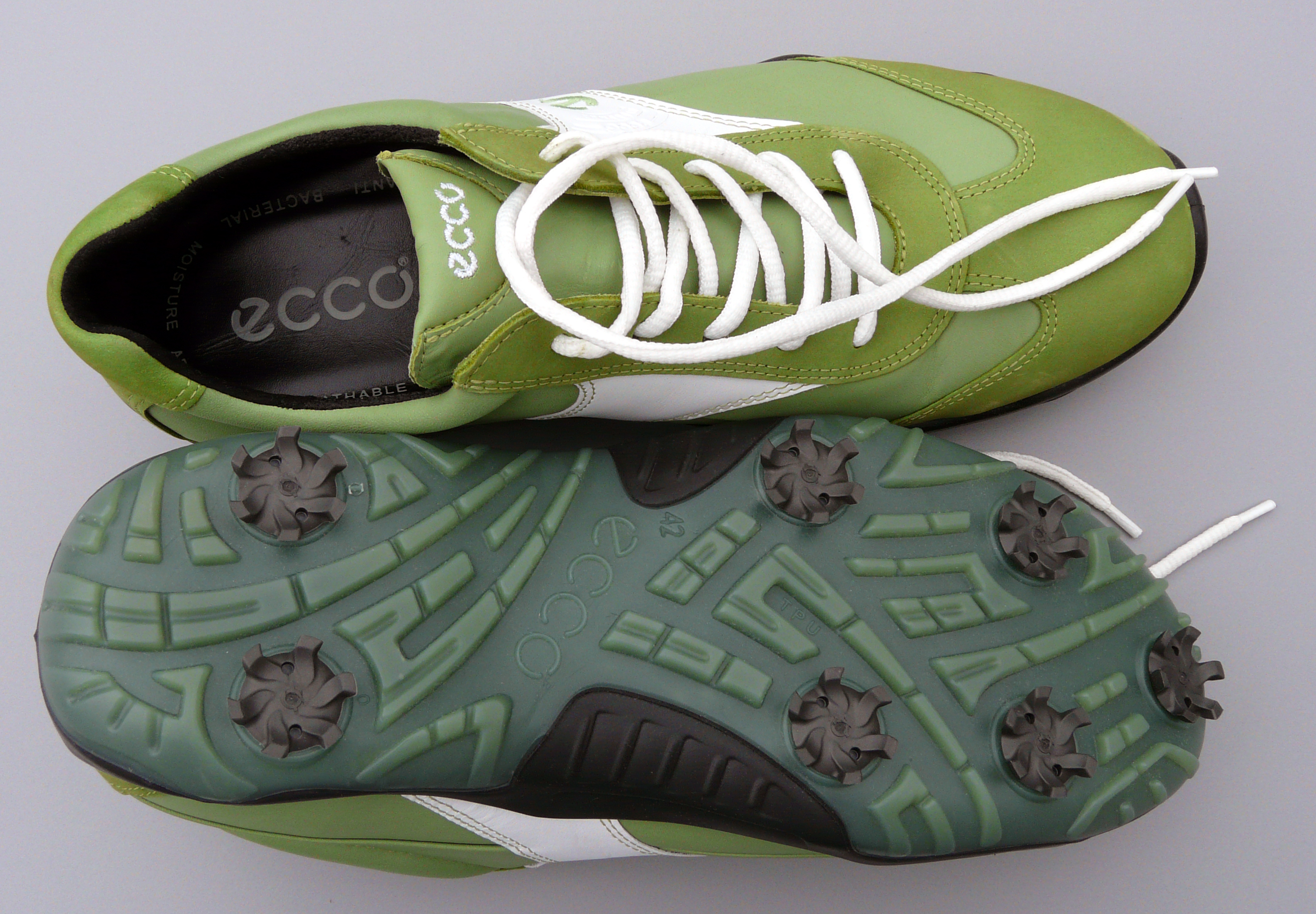
Pár golfových bot značky Ecco; levá bota je vyfocena shora, pravá zespodu s podrážkou a hroty.

Golfová obuv je obuv speciálně upravená pro hraní golfu. Úpravy spočívají ve zpevnění podrážek i kůže boty, na podrážce mají speciální hroty (hřeby nebo kolíky z plastu nebo kovu), které jsou přišroubovány a lze je vyměnit.
Nejdůležitější vlastností golfových bot je, že poskytují pevný postoj a rovnováhu během golfového švihu. Hroty se ve 20. století se vyráběly ze železa a protože poškozovaly koberce, mnoho kluboven zakazovalo jejich nošení v baru nebo restauraci. Pokud však boty měly gumové špičky, nebyl to problém. Na přelomu století bylo vymyšleno lepší řešení: boty jsou vybaveny měkkými hroty, které v interiéru nezpůsobují poškození. Mnoho klubů ale žádá hráče, aby si v klubovně vyměnili golfové boty za běžné boty, hlavně proto, že moderní zařízení jsou mnohem elegantnější než v minulosti.
Mnoho golfových hřišť má tzv. dress code. Muži jsou povinni nosit běžné kalhoty (dlouhé nebo po kolena), košili s rukávy a límečkem a žádné tričko. Totéž platí pro ženy, ale jejich košile mohou být bez rukávů nebo bez límce. Pokud nosí sukni, neměla by být krátká.

## Značky vyrábějící obuv
- Oakley
- Adidas
- Footjoy
- Nike
- Bite
- Callaway
- Ecco
- Etonic
- Golfstream
- Sandbaggers
- Lady Fairway
- Tehama
- Dunlop
- Dexter
- Helle Comfort
- Cougar